# 青木龍馬
青木 龍馬（あおき りゅうま、1969年7月20日 - ）は、日本の編集者・プロデューサー。東京都出身。秋葉原映画祭の創設者（ファウンダー）であり、漫画家によるアートプロジェクト「M：PROJECT」の統括も務める。

## 経歴
少年時代から好奇心旺盛で、アルバイトが可能になった16歳からの3年間で約80種類の職種を経験する。
その後、大手出版社でのアルバイトをきっかけに「編集者になる！」と決意し、1990年にアポロ出版へ入社。
「30歳で年収1,000万円」を目標に掲げ、1994年に英知出版へ転職。
1997年、「考えるより先に動け！」の行動で、当時求人倍率400倍とも言われたリクルートへの転職を果たす。配属先は、編集者として、起業支援誌｢アントレ (情報誌)｣。
1999年、ディップ (企業)の新規事業の立ち上げに参画しつつ、同時期にリクルート時代の先輩の誘いでデジットブレーンへ転職。
同社にて「i-CAREER」「i-CAST」の副編集長を務める。
2002年、IT大手のサイバーエージェントに転職。｢Ameba｣設立に参画。主にメディア部門の新規事業構築、新規媒体の立ち上げに従事する。フジテレビの深夜枠で放送していた｢千枚谷｣プロデューサー。｢恋愛虫｣など、秋元康氏の企画を主に担当する。サイバーエージェント退職後は、さまざまなIT企業に席を置き、｢Samantha City｣、｢GUNDAM.INFO｣、｢Goo MAGAZINE｣など、多くのWeb媒体をプロデュースする。
2007年、株式会社Kingを設立し、代表取締役に就任。起業後は、地元・秋葉原を中心に、店舗(秋葉原 神TOWER、AKIBAドラッグ＆カフェ 他)や人材（ガイ悟空人、おっPサンバ 他）のプロデュースおよびメディア事業に関するコンサルティング業務を行う。
2015年、第18回統一地方選挙（千代田区議会議員選挙）に、次世代の党の公認を受けて出馬し、落選。その他、一般社団法人千代田産業振興会代表理事、日本のこころ (政党)千代田区議会支部長。
2016年、地元の秋葉原に根付く文化催事の実現と日本のポップカルチャーを世界へ発信すべく、｢秋葉原映画祭｣を開催。企画から運営、実行委員長と統括プロデューサーを兼任している。
2019年、第19回統一地方選挙・千代田区議会議員選挙に無所属で出馬。いくつかの国政政党からの支援の申し出を断り、完全無所属として立候補した。
のちに石川雅巳千代田区長から公認の支援を受けたが、結果は落選。以降、「政治には表立って関わらない」との姿勢を表明している。
2020年、千代田区社会福祉協議会の田邊恵三会長から相談を受ける形で、財団法人日本ウエルネスマージャン・フレイル予防協議会の発展に関わることとなり、麻雀の知識が全くない状態ながら事務局長に就任。
2021年4月、高齢者のフレイル予防と健康麻雀の普及を目的に、テレビ番組『宝田明の猫でもわかる！ウエルネスマージャン・初心者教室』（TOKYO MX）の企画・制作を手がけ、同番組は2021年4月から6月にかけて放送された。
2024年11月、秋葉原国際映画祭の開催に際し、AKIBA観光協議会より協力要請を受け、特別顧問として企画と運営支援を行った。
2024年、漫画家と新たな仕事の創出を目的とした「M：PROJECT（エム・プロジェクト）」を主宰。『漫画家とつなぐ』をコンセプトに、作家と個人、企業を橋渡ししながら、創作活動の場を広げることを目指している。第一弾として、漫画家の画力を活かしたアート作品を制作・展示・販売する「漫画家アートプロジェクト」を展開。現役の人気作家が、自身の世界観をアートとして表現する試みは国内外で注目され、2025年にはフランスの大手メディア「L'internaute（リナルノート）」にて紹介された。
2025年7月、漫画家が自らのIPでアート表現に挑む「M：漫画絵夢アートフェア」を、原宿・ハラカド内のBCBCギャラリーにて開催。クラウドファンディング（CAMPFIRE）による先行販売は目標には届かなかったが、企画内容が高く評価され、支援後に冠スポンサーが決定した。

## 著書
- [自助論] ワンピースな生き方。（単行本 – 2015年6月20日発行、ISBN 978-4-89595-879-0）メタモル出版刊行
- [新訳・自助論] ワンピースな生き方。[8]（単行本 – 2018年4月10日発行、ISBN 978-4-8149-2002-0）ゴマブックス刊行
- リクルートOBのすごいまちづくり（単行本 - 2019年6月6日発行、ISBN 978-4-907338077）世論社刊行